# 라이언 록티
라이언 스티븐 록티(Ryan Steven Lochte, 1984년 8월 3일 ~ )는 미국의 수영 선수이다. 통산 11개의 올림픽 메달(2004년 아네테 올림픽에서 금메달 1개, 은메달 1개, 2008년 베이징 올림픽에서 금메달 2개, 동메달 2개, 2012년 런던 올림픽에서 금메달 2개, 은메달 2개, 동메달 1개)을 획득했다.

## 생애
록티는 미국 뉴욕주 로체스터에서 독일과 영국계 미국인의 아버지와 쿠바계 미국인의 어머니 사이에 3남 2녀 중 셋째로 태어났다.
수영 코치였던 아버지 밑에서 5살 때부터 수영을 배우게 되지만, 어린시절에는 수영에 관심이 없고 장난만 심한 아이였다가 고등학교에 들어가면서부터 수영에 관심을 가지고 제대로 훈련하기 시작했다.
2007년 플로리다 대학교에서 스포츠경영학 학사학위를 받을 때까지 7번이나 NCAA(전미대학경기협회) 챔피언 자리에 오르며 두각을 나타냈다.

## 국제 경력

### 2004 ~ 05
2004년 미국 올림픽 선발 시합에서 록티는 200m 개인혼영에서 마이클 펠프스에게 밀려 2위로 온 후 자신의 첫 올림픽 출전에 자격을 얻었다. 또한 200m 자유형 결승전에서 4위를 한 후 800m 자유형 계주에도 나가는 데 합격하였다. 아테네 올림픽에서 록티는 800m 자유형 계주에서 펠프스, 클리트 켈러, 피터 밴더케이와 함께 활약하면서 오스트레일리아 팀을 꺾고 금메달을 획득하였다. 이 일은 6년 이래 오스트레일리아 팀의 첫 패배였다. 그는 또한 200m 개인혼영에서 조지 보벨과 체흐 라슬로를 좁은 차이로 꺾고 펠프스에게 밀려 은메달을 따기도 하였다.
그해 후반에 인디애나폴리스에서 열린 FINA 쇼트 코스 세계 선수권 대회에서 록티는 200m 개인혼영 은메달과 200m 자유형 동메달을 땄다. 또한 800m 자유형 계주에서 채드 카빈, 댄 케첨, 저스틴 모티머와 함께 금메달을 따기도 하였다.
2005년 몬트리올에서 열린 세계 수상 선수권 대회에서 록티는 200m 배영과 200m 개인혼영에서 둘다 동메달을 땄다. 800m 자유형 계주에서 록티는 펠프스, 밴더케이, 켈러와 팀을 이루어 캐나다와 오스트레일리아 팀을 꺾고 금메달을 획득하였다.

### 2006 ~ 07
2006년 상하이에서 열린 쇼트 코스 세계 선수권 대회에서 록티는 3개의 개인 타이틀을 우승하고 1개의 은메달과 동메달을 획득하였다. 200m 개인 혼영과 배영을 우승하면서 두 종목에서 세계 신기록을 세웠다. 400m 혼계영의 오픈 주자로 100m 배영에서 다른 세계 기록을 세우기도 하여 거리를 50초 안으로 완료한 첫 선수가 되었다. 400m 개인혼영에서 3번째 금메달을 따면서 선수권 신기록을 세웠다.
2007년 멜버른에서 열린 세계 수상 선수권 대회에서 록티는 동료 선수 에런 피어솔을 상대로 200m 배영에서 피어솔의 세계 기록을 깨고 첫 금메달을 획득하였다. 이 일은 록티의 롱코스 종목에서 첫 세계 기록이었다. 90분 약간 후에 록티는 펠프스, 켈러, 밴더케이와 함께 팀을 이루어 800m 자유형 계주에서 세계 기록을 세웠다. 100m 배영, 200m와 400m 개인혼영에서 은메달들을 따기도 하였다.
세계 선수권의 1주 이내에 록티는 해마다 열리는 오마하 풀 시합에 나가 페어솔을 꺾었다. 100m 배영에서 페어솔의 기록을 0.06 차이로 꺾고, 배영 경주들의 쇼터 코스에서 피어솔의 7년 우승 시간을 깼다.

### 2008년 베이징 올림픽

#### 선발 시합
오마하에서 열린 2008년 미국 올림픽 선발 시합에서 록티는 6개의 개인 종목들에 나가 베이징 올림픽에서 3개의 개인 종목들 출전에 합격하였다. 또한 200m 자유형에서 그의 3위와 함께 800m 자유형 계주에 나갈 수 있었다. 그의 첫 종목 400m 개인혼영에서 록티는 펠프스에게 밀려 2위를 하였다. 두번째 종목 200m 자유형에서는 펠프스와 밴더케이에게 밀려 3위를 하였다. 200m 자유형의 적은 30분 후에 록티는 100m 배영 결승전에 나가 에런 피어솔과 매트 크리버스에 밀려 3위를 하였다. 다음 날에 록티는 100m 자유형에 나갔으나 준결승전 후에 비기도 말았다. 이틀 후에 200m 배영에서 록티는 자신의 세계 기록을 동등하게 한 피어솔에 밀려 2위를 하였다. 적은 30분 후에 200m 개인혼영에서 펠프스에게 밀려 2위를 하였다.

#### 올림픽
2008년 베이징 올림픽의 자신의 첫 종목 400m 개인혼영에서 록티는 펠프스와 체흐에 밀려 동메달을 땄다. 그의 시간 4분 08.09초는 자신이 오마하에서 활약한 것 보다 2초나 느렸다. 자신의 두번째 종목 800m 자유형 계주에서 그는 두번째 주자로 헤엄쳤다. 펠프스, 리키 베런스, 밴더케이와 함께 자신의 첫 금메달을 따고, 미국 팀이 6분 58.56초로 1위를 하면서 자신의 첫 세계 기록을 세웠다. 미국 팀은 계주에서 7분을 깬 첫 팀이 되었고, 4초의 반 보다에 의하여 멜버른에서 세운 이전 기록을 깼다. 자신의 세번째 종목 200m 배영에서 록티는 세계 기록을 세우고 전직 챔피언 피어솔을 꺾고 자신의 첫 개인적 금메달을 획득하였다. 27분 후에 200m 개인혼영에 나가 다시 펠프스와 체흐에 밀려 동메달을 땄다.

### 2009년 세계 선수권
2009년 세계 수상 선수권 대회를 위한 선발 대회였던 국내 선수권 대회에서 록티는 200m와 400m 개인혼영에서 개인 타이틀을 우승하였다. 록티는 400m와 800m 자유형 계주에 나가는 데 합격하기도 하였다. 200m 배영 결승전에서 에런 피어솔에게 밀려 2위를 한 록티는 피어솔이 1분 53.08초를 기록하면서 자신이 베이징에서 세운 세계 기록을 잃고 말았다.
로마에서 열린 세계 수상 선수권 대회에서는 자신의 첫 종목 400m 자유형 계주에서 47.03초와 함께 두번째 주자로서 헤엄을 쳤다. 그는 펠프스, 매트 그리버스, 네이선 에이드리언과 함께 그 종목에서 금메달을 땄다. 3분 09.21초의 결승전 시간은 선수권 기록이 되었고 러시아(3분 09.52초)와 프랑스(3분 09.89초)를 앞섰다. 이 선수권 대회에서 펠프스가 200m와 400m 개인혼영에 나가지 않으면서 록티는 양종목을 우승하였다. 200m 개인혼영에서 록티는 1분 54.10초와 함께 펠프스의 세계 기록 1분 54.23초를 깼다. 800m 자유형 계주 결승전에서 록티는 최종 주자로 1분 44.46초와 함께 헤엄을 쳤다. 펠프스, 베런스, 데이비드 월터스와 함께 결합하여 록티는 금메달을 획득하였으며 그의 팀은 6분 58.55초와 함께 1초의 100분의 1에 의하여 이전 세계 기록을 깼다.

### 2010년
2010년 팬패시픽 수영 선수권 대회와 2011년 세계 수상 선수권 대회를 위한 선발 대회였던 국내 선수권 대회에서 록티는 200m 배영, 200m와 400m 개인혼영에서 개인 타이틀을 우승하였다. 100m와 200m 자유형에서 2위를 하기도 하였다. 200m 개인혼영에서 우승은 자신이 처음으로 국내 혹은 국제 대회에서 펠프스를 꺾은 것이었다.
그해에 어바인에서 열린 팬패시픽 선수권 대회에서 록티는 총6개의 금메달을 획득하였다. 그의 우승은 200m 배영, 200m 자유형, 200m와 400m 개인혼영, 400m와 800m 자유형 계주를 포함한다.
또한 두바이에서 열린 쇼트코스 세계 선수권 대회에서 록티는 쇼트코스 선수권 대회들에서 역사상 처음으로 개인적 종목에서 7개의 금메달을 획득한 선수가 되었고 개인적으로 세계 기록을 세운 단 하나의 선수였다. 두바이에서 록티는 200m 배영, 200m 자유형, 모든 개인혼영(100m, 200m, 400m)과 400m 혼계영에서 금메달을 획득하였다. 800m 자유형 계주에서 은메달을 따기도 하였다. 두바이에서 록티가 세운 세계 기록들은 연속적인 날들에 다가왔고 처음에 400m 개인혼영에서, 그러고나서 200m 개인혼영에서 생겼다. 둘다의 세계 기록들은 상당한 끝에 의하여 깨졌다.
그해의 말에 록티는 스위밍 월드 잡지에 의하여 올해의 세계 수영 선수와 올해의 미국 수영 선수로 임명되었다. 또한 FINA 수상 월드 잡지에 의하여 FINA 2010년의 남성 수영 선수로 임명되기도 하였다. 2010년은 록티가 총 13개의 국제 메달들, 그중에 12개의 금메달을 획득한 것을 보았다.

### 2011년 세계 선수권
2011년 세계 수상 선수권 대회에서 록티는 총 6개의 메달(금 5개, 동 1개)을 획득하였다. 록티는 400m 자유형 계주에서 자신의 예선들에서 공헌을 위하여 첫 동메달을 땄다. 예선들에서 48.28초를 기록하여 지난 해에 어바인에서 자신이 기록한 47.98초를 앞섰다. 자신의 두번째 종목 200m 자유형에서 록티는 1분 44.44초를 세워 1분 44.79초를 기록한 마이클 펠프스를 앞서 금메달을 획득하였다. 그 일은 롱코스 세계 선수권 대회에서 록티의 첫 금메달이었다. 그는 200m 개인혼영 종목에서 세계 기록 1분 54.00초와 함께 1분 54.16초를 기록한 펠프스를 앞서 우승하였다. 200m 배영에서는 1분 52.96초와 함께 2위를 한 이리에 료스케의 1초를 능가하여 시합을 지배하였다. 그는 800m 자유형 계주에서 펠프스, 밴더케이, 베런스와 함께 시합에 나갔다. 최종 주자로서 1분 44.56초와 함께 헤엄을 친 록티는 우승하는 데 프랑스 팀으로부터 적자를 낼 수 있었다. 계주에서 결승 시간은 7분 02.67초였다. 자신의 마지막 종목 400m 개인혼영에서 록티는 4분 07.13초와 함께 우승하면서 자신의 지배를 지속하였다. 그의 가장 가까운 동료 선수 타일러 클러리는 4분 11.17초로 끝내면서 4초 이상이나 밀렸다.
그해의 말에 록티는 스위밍 월드 잡지에 의하여 올해의 세계 수영 선수와 올해의 미국 수영 선수로 임명되어 이전의 타이틀들을 유지하였다. 또 다시 FINA 수상 월드 잡지에 의하여 FINA 남성 수영 선수로 임명되어 이 타이틀을 유지하기도 하였다.

### 2012년 런던 올림픽

#### 선발 시합
2012년 미국 올림픽 선발 시합에서 록티는 200m 배영과 400m 개인혼영에서 1위, 200m 자유형과 200m 개인혼영에서 2위를 하면서 올림픽 팀을 위한 합격을 하였다. 록티는 또한 100m 접영에서 3위를 하면서 좁게 경연을 놓쳤다.

#### 올림픽
2012년 런던 올림픽에서 록티는 400m 개인 혼영에서 4분 05.18초와 함께 자신의 첫 금메달을 획득하였다. 400m 자유형 계주에서 47.74초로 분단되면서 프랑스 팀에게 패하여 은메달을 딴 록티는 야닉 아넬보다 꼬박 1초, 동료 펠프스보다 1초의 10분의 1이나 느렸다.
록티는 200m 자유형 경주에서 4위를 하였다. 그는 800m 자유형 계주에서 금메달을 따면서 그 상연을 따라갔다.
올림픽 경기의 6째 밤에 그는 자신의 2개의 결승전에서 양종목 30분 사이에 헤엄을 쳤다. 처음에 그는 200m 배영에서 동료 타일러 클러리와 일본의 이리에 료스케에 밀려 3위를 하여 동메달을 땄다. 그의 시간 1분 53.94초는 자신의 4년 전에 당시 세계 기록과 함께 우승하던 시간과 동점이 되었다. 30분 후에 록티는 200m 개닌혼영에서 펠프스에 상대하였다. 펠프스가 경기 후에 은퇴하면서 자신들 경력들의 마지막 접근전에서 펠프스에게 밀려 은메달을 땄다. 이 일은 록티가 200m 개인혼영에서 메달을 획득한 3번째 연속적 올림픽이었다.
그의 5개 메달은 그에게 총 11개의 올림픽 메달을 가져왔고, 마크 스피츠와 매트 비온디와 함께 펠프스 만으로 뒤로 남자 수영 선수들 사이에 2위를 위하여 동점이 되었다. 그의 7개의 개인적 올림픽 메달들은 남자 올림픽 수영에서 두번째로 제일 많은 메달이며 할마이 졸탄과 스피츠를 능가하였다.

### 2013년 세계 선수권
2013년 바르셀로나에서 열린 세계 수상 선수권 대회에서 록티는 400m 자유형 계주에서 네이선 에이드리언, 앤서니 어빈, 지미 파이겐과 함께 결합하여 프랑스 팀에 밀려 2위를 하였다. 두번째 주자로 헤엄치면서 록티는 47.80초를 기록하였고, 미국 팀은 3분 11.44초와 함께 완료하였다. 자신의 첫 개인 종목 200m 자유형에서 록티는 자신의 타이틀을 유지하는 데 실패하고 1분 45.64초와 함께 4위를 하였다. 그는 200m 개인혼영에서 1분 54.98초를 기록하여 자신의 타이틀을 유지하면서 금메달을 획득하였다. 이어서 그는 200m 배영에서도 1분 53.79초를 기록하면서 자신의 타이틀을 유지하였다. 200m 배영을 우승한 같은 날(자신의 개인 베스트를 세우고 결승전에 나가는 데 합격한 100m 접영 준결승전), 록티는 800m 자유형 계주에서 코너 드와이어, 찰리 하우친, 리키 베런스와 결합하여 우승을 하였다. 두번째 주자로 헤엄친 록티는 1분 44.98초를 기록하고 미국 팀은 7분 01.72초와 함께 완료하였다. 800m 자유형 계주의 승리에서 록티는 그 종목에서 5연속 선수권 타이틀을 우승한 첫 선수가 되었다.
다음 날에 100m 접영 결승전에 나간 록티는 51.58초와 함께 6위에 그치고 말았다.

## 개인 베스트
- 100m 자유형 : 0'48"16（2009년）
- 200m 자유형 : 1'44"44（2011년）
- 400m 자유형 : 3'49"25（2008년）
- 100m 배영 : 0'53"37（2008년）
- 200m 배영 : 1'52"96（2011년）2011년 세계 수영 선수권 대회에서의 우승 타임
- 200m 개인혼영 : 1'54"00（2011년）세계기록
- 400m 개인혼영 : 4'05"18（2012년）

## 같이 보기
- 올림픽 다관왕 목록
- 올림픽 수영 남자 메달리스트 목록
- 수영 배영 100m 세계 기록 추이
- 수영 개인혼영 100m 세계 기록 추이
- 수영 배영 200m 세계 기록 추이
- 수영 개인혼영 200m 세계 기록 추이
- 수영 개인혼영 400m 세계 기록 추이
- 수영 계영 400m 세계 기록 추이
- 수영 계영 800m 세계 기록 추이